# Vahhābīyeh
Vahhābīyeh (persiska: وهّابیّه, Vahābī) är en ort i Iran.   Den ligger i provinsen Khuzestan, i den centrala delen av landet, 500 km sydväst om huvudstaden Teheran. Vahhābīyeh ligger 26 meter över havet och antalet invånare är 259.
Terrängen runt Vahhābīyeh är mycket platt. Runt Vahhābīyeh är det ganska tätbefolkat, med 144 invånare per kvadratkilometer. Närmaste större samhälle är Veys, 12,9 km söder om Vahhābīyeh. Omgivningarna runt Vahhābīyeh är i huvudsak ett öppet busklandskap.